# Santeles
Santeles es una parroquia del norte del ayuntamiento gallego de La Estrada, en la provincia de Pontevedra, España.
Limita con las parroquias de Paradela, Barbud, Aguiones, Toedo, Baloira, Santa Cristina de Vea y Cora.
Limita al norte con el río Ulla que establece el límite de la provincia de Pontevedra.
En 1842 tenía una población de 197 personas. En los veinte años que van de 1986 a 2006 la población pasó de 613 a 433 personas, lo cual significó una disminución del 29,36%.
Santeles tiene una población joven mayor que otras parroquias de La Estrada.
Tiene una iglesia de estilo románico.
- Datos: Q3396707
- Multimedia: Santeles, A Estrada / Q3396707